# Abderrahim Goumri
Abderrahim Goumri (in arabo عبد الرحيم الگومري‎?; Douar Ouled Talha, 21 maggio 1976 – Temara, 19 gennaio 2013) è stato un mezzofondista e maratoneta marocchino.

## Biografia
Ha partecipato a due edizioni dei Giochi olimpici: nel 2004 ad Atene fu tredicesimo nella finale dei 10000 m piani, mentre quattro anni più tardi a Pechino fu ventesimo nella maratona.
Ha partecipato anche a diverse edizioni dei Campionati del mondo di atletica leggera: ad Edmonton 2001 fu sedicesimo nei 10000 m, a Parigi 2003 fu decimo nella finale dei 5000 m piani, mentre alla successiva edizione (Helsinki 2005), rinunciò ai 5000 m, finendo ottavo nella doppia distanza.
Nelle tre successive edizioni (Osaka 2007, Berlino 2009 e Daegu 2011) partecipò alla maratona, ma senza riuscire mai a portare a termine la gara.
Ha preso parte anche ad'una edizione dei campionati del mondo di mezza maratona, nel 2003, che chiuse al dodicesimo posto individuale e quarto a squadre.
Ha preso parte anche a sette edizioni dei Campionati del mondo di corsa campestre: 2000 (ritiro), 2002 (settimo posto individuale e bronzo a squadre nella lunga distanza), 2003 (quindicesimo posto individuale e bronzo a squadre nella lunga distanza, decimo posto individuale e bronzo a squadre nella distanza breve), 2004 (quattordicesimo posto individuale e quarto a squadre nella distanza lunga), 2005 (diciottesimo posto individuale e quarto a squadre nella distanza breve), 2006 (undicesimo posto individuale e quarto a squadre nella distanza lunga) e 2007 (ventunesimo posto individuale ed argento a squadre nella corsa senior).
Nelle principali maratone mondiali, le World Marathon Majors, non vanta vittorie, ma alcuni secondi posti: a New York nel 2007 e 2008, a Londra nel 2007 ed a Chicago nel 2009.
Ha vinto la BOclassic del 2006.
Nel 2012 gli fu comminata una squalifica di quattro anni per irregolarità nel passaporto biologico.
Morì in un incidente automobilistico nei pressi della città di Temara, mentre si stava recando a Rabat.

## Palmarès
| Anno | Manifestazione           | Sede            | Evento        | Risultato | Prestazione | Note |
| ---- | ------------------------ | --------------- | ------------- | --------- | ----------- | ---- |
| 2001 | Giochi della Francofonia | Ottawa-Gatineau | 5000 m piani  | Argento   | 13'38"06    |      |
| 2001 | Mondiali                 | Edmonton        | 10000 m piani | 16º       | 28'14"06    |      |
| 2002 | Africani                 | Radès           | 10000 m piani | 4º        | 28'45"92    |      |
| 2003 | Mondiali indoor          | Birmingham      | 3000 m piani  | 9º        | 7'47"43     |      |
| 2003 | Mondiali                 | Parigi          | 5000 m piani  | 10º       | 13'26"67    |      |
| 2004 | Giochi olimpici          | Atene           | 5000 m piani  | 13º       | 13'47"27    |      |
| 2005 | Mondiali                 | Helsinki        | 10000 m piani | 8º        | 27'14"64    |      |
| 2005 | Giochi della Francofonia | Niamey          | 10000 m piani | Argento   | 29'18"05    |      |
| 2007 | Mondiali                 | Osaka           | Maratona      | dnf       | dnf         |      |
| 2008 | Giochi olimpici          | Pechino         | Maratona      | 20º       | 2h15'00"    |      |
| 2009 | Mondiali                 | Berlino         | Maratona      | dnf       | dnf         |      |
| 2011 | Mondiali                 | Taegu           | Maratona      | dnf       | dnf         |      |

## Altre competizioni internazionali
2000
- Oro all'Eurocross ( Diekirch) - 30'18"

2001
- Oro alla Safi Half Marathon ( Safi) - 1h01'19"
- Argento alla San Silvestro Vallecana ( Madrid) - 28'49"
- Oro all'Eurocross ( Diekirch) - 30'25"

2003
- Argento alla BOclassic ( Bolzano) - 28'40"

2004
- 9º alla World Athletics Final ( Monaco), 5000 m piani - 13'16"05

2005
- 10º alla World Athletics Final ( Monaco), 3000 m piani - 7'43"93
- 4º alla BOclassic ( Bolzano) - 29'15"

2006
- Oro alla BOclassic ( Bolzano) - 28'34"

2007
- Argento alla Maratona di New York ( New York) - 2h09'16"
- Argento alla Maratona di Londra ( Londra) - 2h07'44"
- Oro alla Tromsø Midnight Sun Marathon ( Tromsø) - 2h30'54"

2008
- Argento alla Maratona di New York ( New York) - 2h09'07"
- Bronzo alla Maratona di Londra ( Londra) - 2h05'30"
- 9º alla San Silvestro Vallecana ( Madrid) - 29'57"

2009
- Argento alla Maratona di Chicago ( Chicago) - 2h06'04"
- 6º alla Maratona di Londra ( Londra) - 2h08'25"

2010
- 4º alla Maratona di New York ( New York) - 2h10'51"

2011
- Oro alla Maratona di Seul ( Seul) - 2h09'11"
- 10º al Giro podistico internazionale di Castelbuono ( Castelbuono) - 31'04"